# Tegegne Bezabeh
Tegegne Bezabeh, né le 9 septembre 1941 à Boran, est un athlète éthiopien, spécialiste du 400 mètres. 

## Biographie
Il participe à trois Jeux olympiques consécutifs de 1964 à 1972 et obtient son meilleur résultat lors des Jeux olympiques de 1968 en se classant sixième de la finale du 400 m où il établit l'actuel record d’Éthiopie en 45 s 42.

### Palmarès
| Date | Compétition     | Lieu   | Résultat | Épreuve | Performance |
| ---- | --------------- | ------ | -------- | ------- | ----------- |
| 1968 | Jeux olympiques | Mexico | 6e       | 400 m   | 45 s 4      |

### Records
| Épreuve | Performance | Lieu   | Date            |
| ------- | ----------- | ------ | --------------- |
| 400 m   | 45 s 42     | Mexico | 18 octobre 1968 |